# Бєляєв Олександр Олексійович
Олександр Олексійович Бєляєв — радянський партійний та державний діяч, очільник Мелітополя в 1930—1931 роках.

## Біографія
- З 1930 по 1931 був головою Мелітопольської міської ради робітників, селянських і червоноармійських депутатів[1].
- Помер в 1931 або на початку 1932 року.

## Пам'ять
- 2 лютого 1932 року вулиця Московська в Мелітополі була перейменована на честь нещодавно померлого голови міськради і з того часу називається вулицею Бєляєва. У 50-ті — 80-ті роки в Мелітополі також існував провулок Бєляєва, нині забудований багатоповерховими будинками і зниклий з карти міста[2].